# Andrzejów (Lisowice)
Andrzejów – miejscowość w Polsce położona w województwie śląskim, w powiecie lublinieckim, w gminie Pawonków, część wsi Lisowice.
W latach 1975–1998 miejscowość administracyjnie należała do województwa częstochowskiego
Autochtoniczna, używana ciągle nazwa brzmi Handrystol (z niem. Andreasthal). Osada założona w czasie kolonizacji fryderycjańskiej na gruntach miejscowości Lisowice.